# Александр-П'єр де Маккензі-Дуґлас
Александр-П'єр де Маккензі-Дуґлас, барон де Кілдін (1713—1765) — французький посол в Росії при Єлизаветі Петрівні.
За спогадами Шевальє д'Еона, король Людовик XV відправив Еона і Маккензі-Дуґласа на секретну місію до Росії, щоб зустрітися з імператрицею (царювала 1741—1762 рр.) і налагодити співпрацю з прихильниками Франції проти монархії Габсбургів.
Він був офіційним французьким повіреним у Санкт-Петербурзі з 1755 по 1756 рік після відновлення франко-російських дипломатичних відносин, які були розірвані в 1748 році.